# 高田町 (陸前高田市)
高田町（たかたちょう）は、岩手県陸前高田市の地名。かつての気仙郡高田町の区域に相当し、陸前高田市の中心部に当たる。
郵便番号は029-2205。住民基本台帳によると2024年3月31日の住民は4,715人、世帯数は2,310世帯である。

## 地理
北で大船渡市猪川村と、東で米崎町と、西で気仙町と竹駒町に接し、南で広田湾に面する。

### 河川
- 気仙川

### 小字
域内の小字は以下の通りである。
- 荒沢
- 荒町
- 飯森場
- 裏田
- 大石
- 大石沖
- 大隅
- 太田
- 大町
- 川原
- 寒風
- 下宿
- 下和野
- 砂畑
- 館の沖
- 栃ヶ沢
- 中川原
- 中宿
- 中田
- 中長砂（なかながすか）[5]
- 中和野
- 長砂（ながすか）[6]
- 並杉
- 鳴石
- 西和野
- 馬場
- 馬場前
- 東和野
- 古川
- 法量
- 洞の沢
- 本丸
- 曲松
- 本宿
- 森の前
- 山苗代

## 施設
- 陸前高田市役所[7]

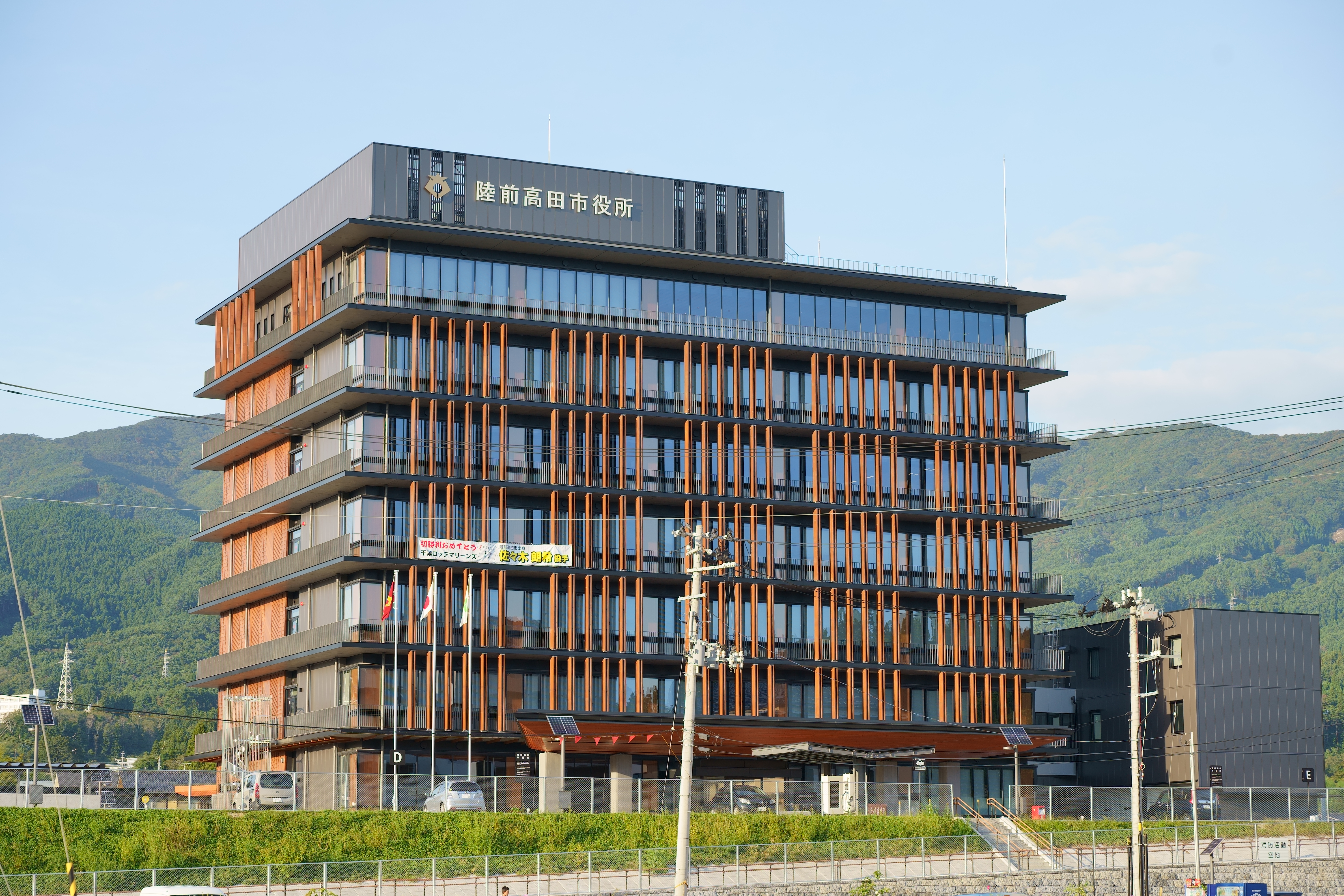
陸前高田市役所

- 陸前高田市総合交流センター（夢アリーナたかた）[8]
- 陸前高田市民文化会館
- アバッセたかた
  - 陸前高田市立図書館[9]
- 陸前高田市立博物館
- 陸前高田郵便局[10]
- 陸前高田市消防本部[11]
- 岩手県立高田高等学校
- 高田国際高等学院
- 陸前高田市立高田小学校
- 陸前高田市立高田第一中学校
- 岩手県立高田病院
- 東北労働金庫高田支店
- 酔仙酒造本社
- 米沢商会ビル

## 交通

### 鉄道
かつて東日本旅客鉄道（JR東日本）大船渡線が町内を通っており、陸前高田駅が所在していたが、町内を含む区間は2011年の東北地方太平洋沖地震（東日本大震災、以下「震災」と略記）を受けて休止となり、2020年に鉄道としては廃止された。代替交通として2013年から大船渡線BRTが運行されており、陸前高田駅はバス停留所として供用されている。
鉄道の最寄駅は大船渡市の盛駅（三陸鉄道リアス線、岩手開発鉄道赤崎線・日頃市線）や宮城県気仙沼市の気仙沼駅（JR大船渡線）が挙げられる。

### 道路
- 国道45号
- 国道340号
- 岩手県道38号大船渡広田陸前高田線
- 岩手県道141号陸前高田停車場線

三陸沿岸道路が町内を通っているが、町内にインターチェンジ (IC) はない。近隣のICは、気仙町の陸前高田長部IC、竹駒町の陸前高田IC、米崎町の通岡ICがある。

### バス
- 大船渡線BRT
  - 栃ヶ沢公園駅 - 陸前高田駅 - 高田高校前駅 - 高田病院駅
- 岩手県交通
  - 陸前高田住田線
  - 一関大船渡線

## 統計

### 人口
住民基本台帳によると2024年3月31時点での人口は以下の通りである。
|        | 世帯数    | 男      | 女      | 計      |
| ------ | --------- | ------- | ------- | ------- |
| 日本人 | 2,274世帯 | 2,220人 | 2,447人 | 4,667人 |
| 外国人 | 36世帯    | 6人     | 42人    | 48人    |
| 合計   | 2,310世帯 | 2,226人 | 2,489人 | 4,715人 |

### 労働
2020年10月1日時点での高田町の15歳以上の産業別労働者人口は以下の通りである（単位は人）。

#### 第一次産業
| 就業者人口 | 農業 | 林業 | 漁業 |
| ---------- | ---- | ---- | ---- |
| 総合       | 67   | 10   | 23   |
| 男         | 39   | 9    | 18   |
| 女         | 28   | 1    | 5    |

#### 第二次産業
| 就業者人口 | 鉱業 採石業 砂利採取業 | 建設業 | 製造業 |
| ---------- | ---------------------- | ------ | ------ |
| 総合       | 6                      | 276    | 314    |
| 男         | 5                      | 230    | 168    |
| 女         | 1                      | 46     | 146    |

#### 第三次産業
| 就業者人口 | 水道 電気 ガス | 情報通信 | 運輸 郵便 | 小売 卸売 | 金融 保険 | 不動産 物販賃貸 | 学術研究 専門サービス 技術サービス | 宿泊 飲食サービス | 生活関連サービス 娯楽 | 教育 学習支援 | 医療 福祉 | 複合サービス | サービス | 公務 | その他 |
| ---------- | -------------- | -------- | --------- | --------- | --------- | --------------- | ---------------------------------- | ----------------- | --------------------- | ------------- | --------- | ------------ | -------- | ---- | ------ |
| 総合       | 4              | 13       | 74        | 339       | 28        | 28              | 54                                 | 118               | 81                    | 149           | 406       | 47           | 177      | 131  | 13     |
| 男         | 4              | 7        | 60        | 154       | 6         | 20              | 32                                 | 43                | 33                    | 70            | 119       | 35           | 103      | 89   | 4      |
| 女         | 0              | 6        | 14        | 185       | 22        | 8               | 22                                 | 75                | 48                    | 79            | 287       | 12           | 74       | 42   | 9      |

## 東日本大震災

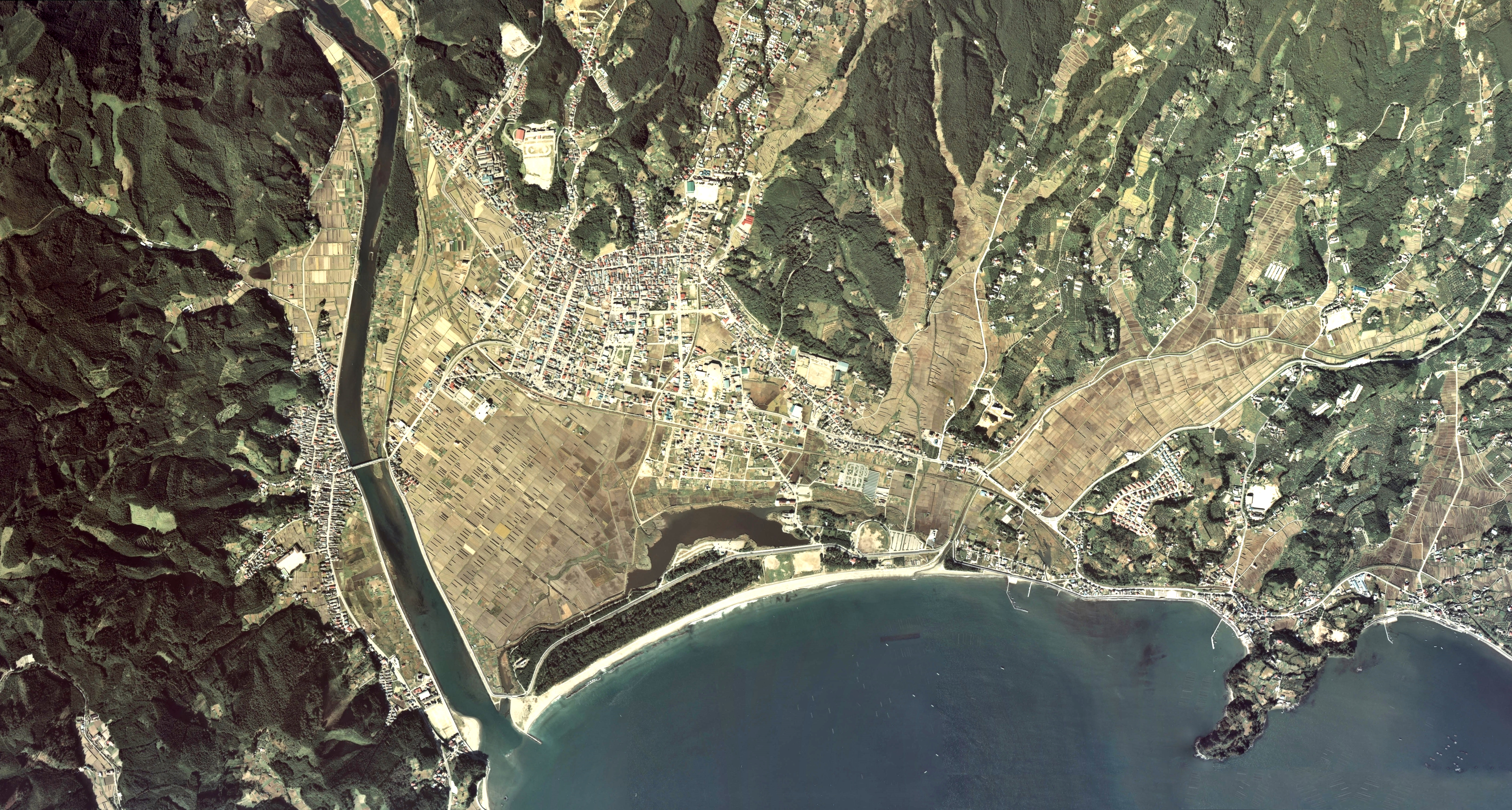
1977年当時の高田町

高田町における震災による犠牲者は1,037人で、最大15 m以上が浸水した。

### 被害統計
2012年11月30日時点の世代・男女別の犠牲者・死亡率は以下の通りである。また、死者・死亡率はともに岩手県内では最多となった。
| 世代と性別 | 死者  | 死亡率 | 当時の人口 |
| ---------- | ----- | ------ | ---------- |
| 男性       | 465   | 13.14% | 3,540      |
| 女性       | 572   | 13.95% | 4,101      |
| 15歳未満   | 28    | 2.81%  | 995        |
| 15 - 64歳  | 442   | 10.73% | 4,121      |
| 65歳以上   | 567   | 22.47% | 2,523      |
| 合計       | 1,037 | 13.57% | 7,641      |

建物の被害は以下の通りである（一部数値は四捨五入し、また、住民票を移さずに被災した世帯も統計に含まれているために被害割合が100%を超過する場合がある）。
|          |          | 全壊  | 大規模半壊 | 半壊 | 一部損壊 | 合計   |
| -------- | -------- | ----- | ---------- | ---- | -------- | ------ |
| 世帯数   | 津波被害 | 2,047 | 9          | 17   | 6        | 2,079  |
| 世帯数   | 地震被害 | 0     | 0          | 1    | 866      | 867    |
| 世帯数   | 合計     | 2,047 | 9          | 18   | 872      | 2,946  |
| 被害割合 | 津波被害 | 72.1% | 0.3%       | 0.6% | 0.2%     | 73.2%  |
| 被害割合 | 地震被害 | 0%    | 0%         | 0%   | 30.5%    | 30.5%  |
| 被害割合 | 合計     | 72.1% | 0.3%       | 0.6% | 30.7%    | 103.7% |

### 避難所などの状況
- 第一中学校

1,000人以上の避難者が逃れてきた。貯水タンクに約2,000リットルの水が蓄えられていたが、食料はなかったため、住田町などからおにぎりが届くまでは食事は提供されなかった。電気は3月14日に復旧したが、水道の復旧はさらに遅れたため、しばらくは仮設トイレを使用していた。
- 高田小学校

全学年の生徒が学校におり、ひとまず校庭へと避難した。後に教職員が津波が町に押し寄せている様子を確認し、すぐさま、ばらばらに和野会館などへと避難した。このため、全ての生徒の引き渡しが終わるのに1週間を費やした。
- 和野会館

最大300名が避難し、避難所として閉鎖するまで、延べ4,544人が避難していた。上和野町内会と震災の前年に設立された自主防災会が中心となって避難所運営を行った。自主防災会は有事に備えて日頃から避難訓練を行っていたため、自主防災計画に則って、消火、避難誘導・情報伝達、救出・救護、給水・炊き出しの四班を編成して、比較的迅速な対応を取ることができた。
- 小泉公民館

遺体収容班、危険物除去班、給食給水班、衛生医療班を編成し避難所を運営した。報道機関の対応は玄関で役員が行っていたが、報道機関が事前に相談なく勝手に撮影をすることが問題視された。
- スポーツドーム

本来は指定避難所に指定されていなかったものの、100人をこえる避難者がいた。指定避難所に指定されていなかったがために、避難者らは市役所からの人材派遣は望めないと考え、自主的運営組織を編成して避難所を運営した。
- 高田保育所

地震が発生した時、幼児は昼寝の時間であったため、布団を被らせて身を守った後に保護者の迎えがあった児童を保護者に引き渡した。海側に土埃を確認したため、所長が避難指示を出し、高台へと避難した。全ての幼児を保護者へと引き渡したことを確認した後に正規職員たちは近隣の避難所へと物資を輸送する業務を受け持った。高田保育所は津波により浸水した。
- 高田幼稚園

地震が発生した当日は卒園式の準備のため、園児はおらず、職員のみがいた。職員たちは津波を確認し、第一中学校へと避難した。高田幼稚園は津波により浸水した。
- 県立高田病院

2階会議室を避難所に、1階を対策本部にして、津波警報などの情報を収集することを試みたが、停電が発生したためにテレビやラジオが機能せず、情報獲得は市の防災無線を頼った。襲来する津波が3 m以上であるという情報を防災無線から得て、より上の階へと逃げたが、津波は4階まで到達し、職員や避難者たちは屋上へと避難した。屋上に避難していた人々は3月12日に海上自衛隊により救助されたが、病院職員11名、患者15名が犠牲となった。
- 市民会館

市の一時避難場所に指定されており、震災前の避難訓練でも使用されていたため、震災当日は多くの人が避難してきたが、3階建ての建物が津波により完全に水没して、130名超が犠牲となった。

## 文化財

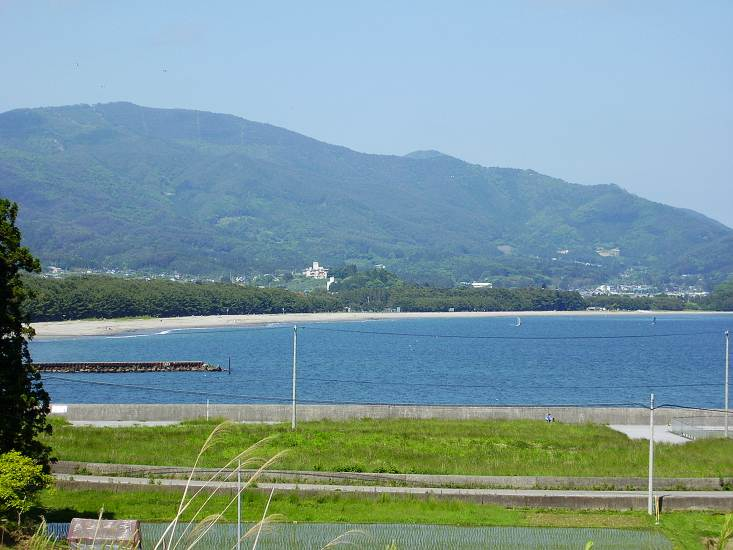
震災による被害を受ける前の高田松原

高田町内の文化財は以下の通りである。
| 名称         | 指定   | 区分       | 指定年月日     |
| ------------ | ------ | ---------- | -------------- |
| 高田松原     | 国指定 | 名勝       | 1940年11月13日 |
| 吉田家文書   | 県指定 | 有形文化財 | 1995年4月28日  |
| 光照寺の梵鐘 | 市指定 | 有形文化財 | 1953年3月10日  |

## 著名な出身者
- 佐々木朗希 - プロ野球選手[19][20]。高田小学校3年生の時に震災で父親を亡くし、母や兄弟とともに大船渡市に転出した[20]。
- 長野雅樹 - 実業家（リンクロノヴァ社長）[21]。